# Jerzy Rybicki
Jerzy Rybicki (Varsavia, 6 giugno 1953) è un ex pugile polacco.

## Palmarès
Olimpiadi
- 2 medaglie:
  - 1 oro (pesi superwelter a Montréal 1976)
  - 1 bronzo (pesi medi a Mosca 1980).

Mondiali dilettanti
- 1 medaglia:
  - 1 oro (pesi superwelter a Belgrado 1978).